# Prairie Creek
Prairie Creek és una concentració de població designada pel cens dels Estats Units a l'estat d'Arkansas. Segons el cens del 2000 tenia 1.849 habitants.

## Demografia
Segons el cens del 2000, Prairie Creek tenia 1.849 habitants, 832 habitatges, i 607 famílies. La densitat de població era de 166,8 habitants/km².
Dels 832 habitatges en un 18,4% hi vivien nens de menys de 18 anys, en un 67,2% hi vivien parelles casades, en un 3,1% dones solteres, i en un 27% no eren unitats familiars. En el 22,8% dels habitatges hi vivien persones soles el 10,3% de les quals corresponia a persones de 65 anys o més que vivien soles. El nombre mitjà de persones vivint en cada habitatge era de 2,22 i el nombre mitjà de persones que vivien en cada família era de 2,59.
Per edats la població es repartia de la següent manera: un 17,1% tenia menys de 18 anys, un 3,5% entre 18 i 24, un 20,3% entre 25 i 44, un 32,2% de 45 a 60 i un 26,9% 65 anys o més.
L'edat mediana era de 51 anys. Per cada 100 dones de 18 o més anys hi havia 92,1 homes.
La renda mediana per habitatge era de 59.000 $ i la renda mediana per família de 61.709 $. Els homes tenien una renda mediana de 52.969 $ mentre que les dones 30.852 $. La renda per capita de la població era de 37.355 $. Entorn del 2,3% de les famílies i el 4,5% de la població estaven per davall del llindar de pobresa.

## Poblacions més properes
El següent diagrama mostra les poblacions més properes.